# Lehrer-Online
Lehrer-Online ist als Projekt von Schulen ans Netz e. V., einem gemeinnützigen Verein mit gesellschaftlichem Bildungsauftrag, entstanden und wurde durch das BMBF gefördert. 2008 wurde die lo-net GmbH als Betreibergesellschaft für Lehrer-Online und lo-net² gegründet. 2014 wurde die GmbH in Eduversum GmbH umbenannt.
Das Portal Lehrer-Online bietet Lehrern, Referendaren und Lehramtsstudierenden einen teils kostenlosen, teils kostengebundenen Internet-Service rund um den schulischen Einsatz neuer Medien. Im Mittelpunkt stehen dabei konkrete Unterrichtseinheiten aus der Schulpraxis der verschiedenen Schulformen und Schulstufen, sowie verschiedene netzbasierte Werkzeuge, die von Lehrkräften pädagogisch sinnvoll und ohne größere Vorbereitungen im Unterrichtsalltag einsetzbar sein sollen.

## Entwicklungsverlauf
Die Idee, aus der heraus Lehrer-Online entstanden ist, besteht darin, Lehrern Anregungen und Hilfestellungen zu bieten, den Computer und das Internet gewinnbringend in den Fachunterricht und andere schulische Kontexte einzubinden. Nachdem der Verein Schulen ans Netz e. V. bereits zwei Jahre lang bundesdeutsche Schulen mit Internetzugängen ausgestattet hatte, wurde das inhaltlich ausgerichtete Angebot Lehrer-Online im Jahr 1998 flankierend zu dieser Ausstattungsinitiative entwickelt.
Schulen ans Netz e. V. und die DigiOnline GmbH gründeten 2008 gemeinsam die lo-net GmbH als Betreibergesellschaft für Lehrer-Online und lo-net² um damit auch nach Ablauf der Förderung durch den Bund die Fortführung der Portale sicherzustellen. Ende 2009 kam der Universum Verlag, Wiesbaden, als Gesellschafter hinzu. Nach dem zwischenzeitlichen Ausscheiden der DigiOnline GmbH (2010) und des Vereins Schulen ans Netz (2011) als Gesellschafter ist heute die Eduversum GmbH, Wiesbaden, die Betreibergesellschaft des Portals Lehrer-Online. Gesellschafter sind die Sirius eEducation GmbH sowie die Pabst Media Beteiligungs GmbH.
Im Juli 2016 wurde Lehrer-Online überarbeitet und bietet neue Möglichkeiten der Personalisierung, die teils kostenpflichtig sind.

## Schwerpunkt
Lehrer-Online ist ein im Basisangebot kostenfreier Internet-Service, der angehenden und im Schulalltag tätigen Lehrern Informationen rund um den schulischen Einsatz digitaler Medien bietet.
Kern des Angebotes sind die unterrichtspraktischen Portale für Grundschule, Berufsbildung und Fächer der Sekundarstufen I und II. Schwerpunkt der Portale sind die Materialien in der Rubrik Unterrichtspraxis. Hier finden sich komplette Unterrichtsreihen mit Arbeitsblättern, Internetressourcen und didaktischem Kommentar zu unterschiedlichen Themen der jeweiligen Fächer bzw. Schulformen, die teils kostenlose, teils mit Kosten verbunden sind.
Gemeinsam mit dem Deutschen Bildungsserver bietet Lehrer-Online eine integrierte Materialsuche auch über Lehr-Lern-Materialien des gemeinsamen Ressourcenpools ELIXIER der Landesbildungsserver, des Deutschen Bildungsservers und des FWU an. Außerdem gibt es eine Kooperation mit der Zentrale für Unterrichtsmedien im Internet (ZUM.de).

## Autoren
Als Autoren sind Fachlehrer für Lehrer-Online tätig, die die neuen Medien bereits aktiv im Unterricht einsetzen und erprobte Unterrichtsentwürfe auf Lehrer-Online veröffentlichen. Das Material ist so gestaltet, dass es an den eigenen Unterricht angepasst werden kann. Das unterrichtspraktische Angebot wird begleitet von fachspezifischen News und Terminen, die auf Wettbewerbe und Veranstaltungen hinweisen. Ein Forum dient der Kommunikation unter Kollegen und wird von Fachberatern betreut, die die Redaktion mit ihren Erfahrungen aus der Schulpraxis unterstützen.
Zudem bietet das Angebot weitere Informationsbereiche zu Medienkompetenz, Recht der neuen Medien sowie einen Bereich „Aktuell“ mit tagesaktuellen Meldungen und Terminen aus den Bereichen Schule, Bildung und neue Medien.
Lehrer-Online wird von einem Redaktionsteam bestehend aus pädagogischen Fachkräften betreut. Die Redakteure recherchieren Meldungen und Termine und betreuen die Autoren.

## lo-net
Der Dienst lo-net wurde im Jahr 2006 beendet und durch die Plattform lo-net² ersetzt. Das Netzwerk lo-net war eine Arbeitsplattform für den Unterricht in „virtuellen Klassenräumen“ und dem elektronischen Austausch zwischen Lehrern und Schülern. Ein virtueller Klassenraum bestand aus einem eigenen E-Mail-Dienst, einem Forum, einem Terminkalender und der Möglichkeit, Dateien für Mitbenutzer bereitzustellen.

## lo-net²
Seit November 2006 gibt es lo-net², eine Lizenzversion von WebWeaver School, als Weiterentwicklung der Arbeitsplattform lo-net. Dazu gekommen sind unter anderem ein Messenger, Notizen, Lesezeichen und Wikis. lo-net gehört inzwischen nicht mehr zu Lehrer-Online. Seit dem 23. November 2010 ist der Cornelsen Verlag neuer Eigentümer der Plattform.

## Primolo
Mit der interaktiven Plattform Primolo lernen Kinder im Alter von acht bis zwölf Jahren, begleitet durch ihre pädagogischen Fachkräfte, das Internet sicher zu nutzen und zu gestalten. Herzstück der Plattform Primolo ist der Webseiten-Generator – ein Werkzeug zur einfachen Erstellung von Internetseiten im schulischen und außerschulischen Bildungsbereich. Primolo wird von der Eduversum GmbH angeboten. Im September 2011 ist die aktuelle Version von Primolo ans Netz gegangen.
Primolo vereint Elemente einer redaktionell betreuten Kinderseite mit denen einer Community. Während das frühere Primolo sich vor allem an Grundschulklassen richtete, können nun auch Klassen und Gruppen der Sekundarstufe I und der außerschulischen Bildung (in Kitas, Jugendzentren, Bibliotheken) von ihren Lehrkräften oder pädagogischen Fachkräften angemeldet werden.
Ergänzt wird die neue Plattform durch vielfältige redaktionelle Inhalte und zusätzliche digitale Funktionen. So können Kinder auch aktuelle News und Klicktipps lesen, sich in einem Privatbereich ein eigenes Profil anlegen, Fotoalben erstellen, Nachrichten schreiben und vieles mehr.
Für Lehrkräfte gibt es einen speziellen Bereich, in dem Materialien zur Nutzung von Primolo und weiteren medienpädagogischen Themen zur Verfügung gestellt werden. Erweitert wird dieser durch eine Community, in der Pädagogen sich vernetzen und austauschen können.
Primolo wird durch „Ein Netz für Kinder“ gefördert. Dabei handelt es sich um eine gemeinsame Initiative von Politik, Wirtschaft und Institutionen des Jugendmedienschutzes, deren Ziel es ist, einen attraktiven und sicheren Surfraum für Kinder von acht bis zwölf Jahren zu schaffen. Träger der Initiative sind der Beauftragte der Bundesregierung für Kultur und Medien und das Bundesministerium für Familie, Senioren, Frauen und Jugend.

## Kritik
Die heutige Betreibergesellschaft von Lehrer-Online, der Eduversum Verlag in Wiesbaden, ist seit 2015 im Besitz von zwei Beteiligungsgesellschaften. Frühere Verbindungen zur FDP wurden damit beendet. Heute entwickelt Eduversum digitale Bildungsprojekte im Auftrag oder gefördert durch Ministerien, Stiftungen oder Verbände.